# Angry Birds Action!
Angry Birds Action! é um jogo eletrônico de quebra-cabeça desenvolvido pela Tag Games e publicado pela Rovio Entertainment como o décimo terceiro jogo na série Angry Birds, e o primeiro jogo a ter os pássaros em suas formas de The Angry Birds Movie. Foi lançado inicialmente em 6 de fevereiro de 2016 na Nova Zelândia, e foi lançado para iOS e Android no mundo todo em 28 de abril de 2016. Possui níveis iguais à pinball e é grátis para jogar com eventuais compras para a moeda do jogo.

## Jogabilidade
Em vez de usar o estilingue como no original Angry Birds, os pássaros são lançados em uma área de pinball em uma perspectiva de cima para baixo e fazem ricochete como pinballs. Os jogadores têm um número limitado de aves para usar para completar cada nível que requer a coleta de todos os ovos. Na sua versão inicial, o jogo teve 90 níveis.
O jogo usa um sistema de energia que, depois de não completar um nível algumas vezes, o jogador pode esperar para continuar a jogar ou usar a moeda do jogo para continuar jogando.

## Episódios
| # | Localização       | Data de lançamento  | Novas características      | Número de níveis |
| - | ----------------- | ------------------- | -------------------------- | ---------------- |
| 1 | Ilha dos Pássaros | 28 de abril de 2016 | Red, Bomba, Chuck, Terence | 90               |
| 2 | Ilha dos Porcos   | 2016                | por anunciar               | 90               |